# Книга (Малларме)
«Книга» (фр. «Le Livre») Стефана Малларме — его неосуществлённый и, по собственному признанию, едва ли осуществимый в своей полноте литературный замысел.

## Замысел «Книги»
Для Малларме книга выступала венцом и апофеозом искусства и мира вообще: «всё в мире существует для того, чтобы завершиться некоей книгой», которая «во взаимном сопряжении страниц» выразит «связь всего со всем». Такую Книгу он и стремился создать, сознавая, впрочем, непомерность этой задачи, которую сравнивал с «Великим деланием» алхимиков.
В известном автобиографическом письме Полю Верлену от 16 ноября 1885 года Малларме писал о «Книге»:

Что это? Трудно объяснить: да просто книга, во множестве томов, книга, которая стала бы настоящей книгой по заранее определённому плану, а не сборником случайных, пусть и прекрасных вдохновений… Скажу более: единственная книга, убежденный, что только она одна и существует, и всякий пишущий, сам того не зная, покушается её создать, даже Гении. Орфическое истолкование Земли — в нём состоит единственный долг поэта, и ради этого ведет всю свою игру литература.
При этом строгий порядок, продуманность «Книги» как целого не исключает подвижности элементов: порядок страниц не был закреплён, «налицо имелся ряд как бы самостоятельных брошюр (не имевших переплёта, который определял бы их последовательность), причем первая и последняя страницы каждой такой брошюры должны были быть написаны на одном большом листе, сложенном вдвое, который означал начало и конец брошюры: внутри находились разрозненные листы, которые имели определённую самостоятельность и могли меняться местами, но так, чтобы при любом их порядке текст обладал законченным смыслом». Таким образом, «Книга» задействовала методы комбинаторной литературы.
Воплощая взгляды Малларме на поэтический язык и стремление к «объективной поэзии», «Книга» должна была представлять собой некий «абсолютный текст», очищенный от всего случайного, то есть эмпирического, конкретного, частного. Это означает освобождение от случайного в предмете, в субъекте, даже в языке. Что касается предмета: поэтическое, литературное слово мыслилось Малларме как отсылка не к природно-эмпирическому, но к некоему идеальному явлению: «Я говорю: цветок! и вот из глубин забвения, куда звук моего голоса отсылает силуэты любых конкретных цветков, начинает вырастать нечто иное, чем известные мне цветочные чашечки: словно в музыке, возникает сама чарующая идея цветка, которой не найти ни в одном реальном букете»; вдобавок поэтический текст затем «переплавляет несколько вокабул в одно цельное, новое слово, в слово-заклинание, неведомое обычному языку». Далее, существенной чертой этого сочинения должна быть его анонимность, точнее безличность, «ибо Текст в нём говорит сам собой, без авторского голоса». Упразднению из текста того случайного, что обусловлено особенностями того или иного языка, могли помочь такие «объективные» над-семантические приёмы, использованные в «Броске игральных костей», как расположение текста на странице, разные шрифты и кегли.

## Осуществление «Книги»
Малларме не завершил своё «Великое делание». Оставленные им фрагменты и наброски к «Книге» были опубликованы и исследованы Жаком Шерером в 1957 году.
По признанию самого Малларме, он надеялся скорее «не завершить всё произведение в целом (не знаю, кому это по плечу!), но явить готовый фрагмент его, чтобы оно хоть в этой частице засияло всем блеском своей подлинности, и указать тем самым общие черты всего труда, на осуществление которого не хватило бы и целой жизни». Таким осуществлённым образцом, приближением к «Книге» Жак Шерер назвал поэму Малларме «Бросок игральных костей», опубликованную в 1897 году. Сергей Зенкин попыткой создать такой фрагмент «Книги» считает текст Малларме под названием «Игитур» (написанный в 1869 и опубликованный посмертно в 1925 году). А. В. Акимова, кроме двух названных произведений Малларме, видит пример «абсолютного текста» также в его «Иродиаде».

## Взгляды на «Книгу»
Жиль Делёз находил замысел «Книги» созвучным некоторым идеям Льюиса Кэрролла.
Умберто Эко, отмечая утопичность замысла Малларме, относил «Книгу» к числу так называемых «открытых произведений».

## «Книга» в культуре
- В 2000-х годах монреальский художник Клаус Шерюбель (Klaus Scherübel) изготовил муляж «Книги» в суперобложке, точно соответствующей указанным Малларме размерам.[12]

### Первоисточники
- Scherer J. Le «Livre» de Mallarmé. Premières recherches sur les documents inédits. — Paris: Gallimard, 1957.
- Малларме С. Письмо Полю Верлену (16 ноября 1885 года) // Малларме С. Сочинения в стихах и прозе. Сост. Р. Дубровкина. — М.: Радуга, 1995. — С. 409—414.

### Исследования
- Dragonetti R. Le Livre // Dragonetti R. Etudes sur Mallarmé, réunies et présentées par Wilfried Smekens. Romanica Gandensia, XXII. Gent, Belgique: Université Gand, 1992. P. 157—186. ISBN 90-70489-16-3, ISBN 978-9-0704-8916-8
- Деррида Ж. Двойной сеанс // Деррида Ж. Диссеминация / пер. с фр. Д. Кралечкина. Екатеринбург: У-Фактория, 2007. 608 с. (Philosophy). ISBN 978-5-9757-0079-7
- Blanchot M. Le livre à venire. Paris: Gallimard, 1959.
  - О сочинении М. Бланшо см. также: Поль де Ман. Безличность в критике Мориса Бланшо // Поль де Ман. Слепота и прозрение Архивная копия от 4 марта 2016 на Wayback Machine. СПб.: ИЦ «Гуманитарная Академия», 2002. 256 с. ISBN 5-93762-018-6
- Акимова А. В. Проблема автора и «Великого Творения» в творчестве Стефана Малларме: дис. … канд. филол. наук. — СПб., 2001.
- Эко У. Открытое произведение / пер. с итал. А. Шурбелева. — М.: Академический проект, 2004. Гл. 1: Поэтика открытого произведения.
- Stéphane Mallarmé Архивная копия от 3 августа 2013 на Wayback Machine // Encyclopædia Britannica.